# Euphonia chrysopasta
Euphonia chrysopasta là một loài chim thuộc họ Fringillidae.
Chúng được tìm thấy ở Bolivia, Brasil, Colombia, Ecuador, Guyane thuộc Pháp, Guyana, Peru, Suriname, và Venezuela.
Môi trường sống tự nhiên của chúng là các các đầm lầy và rừng đất thấp nhiệt đới hoặc cận nhiệt đới.

## Hình ảnh

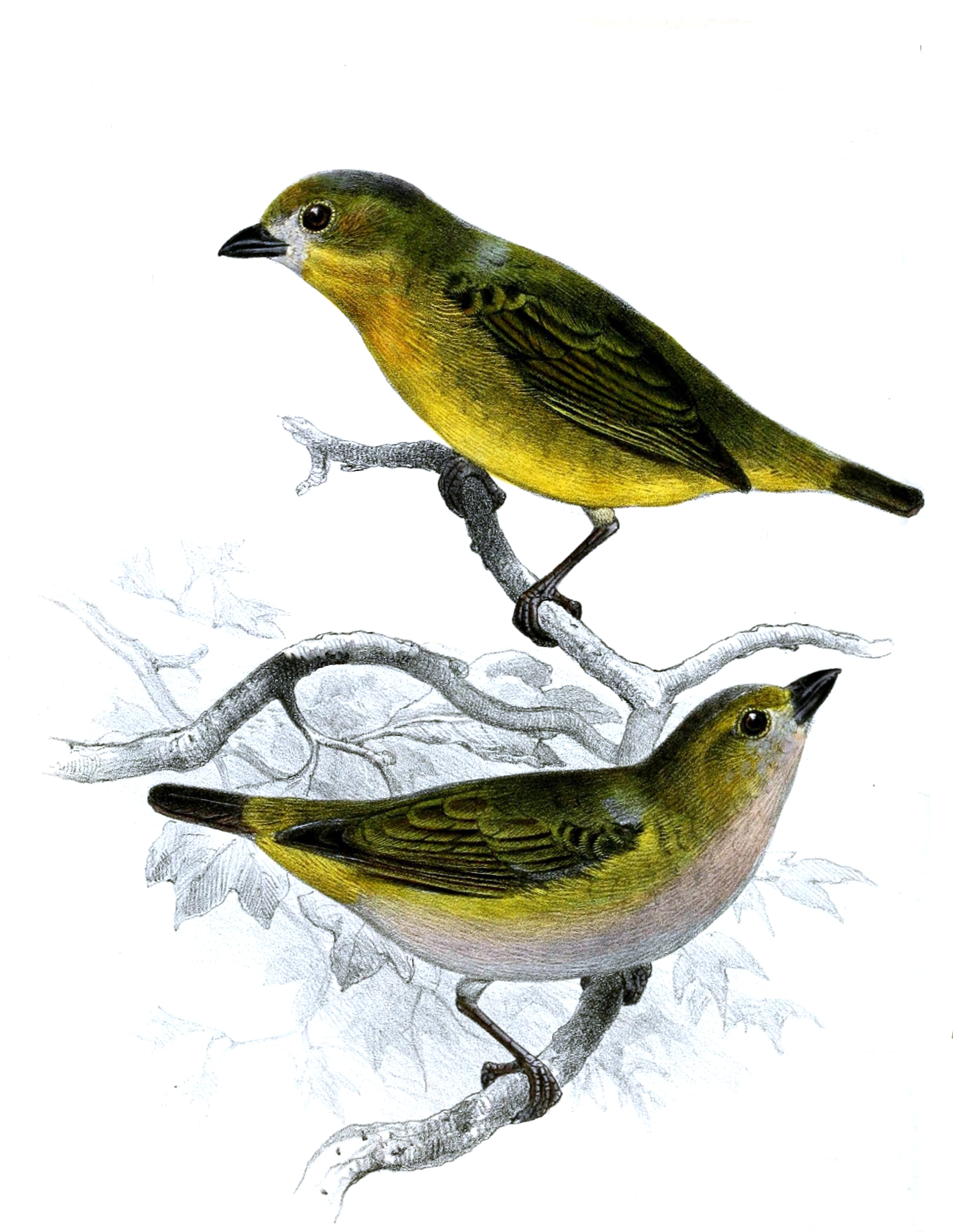